# Кунжут
Кунжут (Sesamum) — рід понад 30 видів рослин, що зростають у тропічному й субтропічному кліматі Африки, півдня Азії й Австралії; інтродуковані до Азії, Північної й Південної Америк, на південь Європи. Кунжут індійський (Sesamum indicum) віддавна вирощується людиною як харчова й лікувальна рослина.

## Синонімічна назва
ВТССУМ фіксує також назву сезам (від лат. Sesamum).

## Біоморфологічна характеристика
Це прямовисні або розлогі, однорічні або іноді багаторічні трави, рідше кущі. Листки сидячі або на ніжках, супротивні, верхні чергові, прості, цілі, лопатеві або часткові, від лінійних до ланцетних, часто різні на одній рослині. Квітки поодинокі в пазухах листя на коротких квітконосах; чашолистків 5, пелюстків 5. Чашечка опадна або стійка. Віночок білий, рожевий, до пурпурового; трубчасто-косо-дзвоноподібний, кінцівка трохи 2-губа, нижча губа більша й довша; кінцівка і трубка часто мають плями, смуги або крапки. Плоди — довгасті шкірясті коробочки з верхівковим дзьобом. Насіння дрібне, численне, яйцюватої форми, крилате або безкриле, гладеньке або зморшкувате.

## Види
1. Sesamum abbreviatum Merxm.
2. Sesamum alatum Thonn.
3. Sesamum angolense Welw.
4. Sesamum angustifolium (Oliv.) Engl.
5. Sesamum calycinum Welw.
6. Sesamum capense Burm.f.
7. Sesamum celebicum (Blume) Byng & Christenh.
8. Sesamum eriocarpum (Decne.) Byng & Christenh.
9. Sesamum eugeniae (F.Muell.) Byng & Christenh.
10. Sesamum forbesii (Decne.) Byng & Christenh.
11. Sesamum imperatricis (Vent.) Byng & Christenh.
12. Sesamum indicum L.
13. Sesamum integribracteatum (Engl.) Byng & Christenh.
14. Sesamum latifolium J.B.Gillett
15. Sesamum lepidotum Schinz
16. Sesamum marlothii Engl.
17. Sesamum papillosum (W.Fitzg.) Byng & Christenh.
18. Sesamum parviflorum Seidenst.
19. Sesamum pedalioides Welw. ex Hiern
20. Sesamum prostratum Retz.
21. Sesamum radiatum Thonn. ex Hornem.
22. Sesamum reniforme (Abels) Byng & Christenh.
23. Sesamum rigidum Peyr.
24. Sesamum rosaceum (Engl.) J.C.Manning & Magee
25. Sesamum saxicola (E.A.Bruce) Byng & Christenh.
26. Sesamum schinzianum Asch.
27. Sesamum senecioides (Klotzsch) Byng & Christenh.
28. Sesamum sesamoides (Endl.) Byng & Christenh.
29. Sesamum trilobum (Bernh.) Byng & Christenh.
30. Sesamum triphyllum Welw. ex Asch.
31. Sesamum zanguebarium (Lour.) Byng & Christenh.